# 'Til Death
'Til Death é uma sitcom americana exibida nos Estados Unidos pelo canal americano FOX, no Brasil pelo canal pago Sony Entertainment Television e em Portugal transmitido  pela SIC Radical com o nome "Até que a morte nos separe"
A sitcom mostra a história de um casal, que se casou há apenas 12 dias e se muda para um bairro, tendo como vizinho um outro casal que está casado há "apenas" 8743 dias. O novo casal se surpreende ao ver como seu casamento pode se tornar após alguns anos.